# Gnophos iveni
Gnophos iveni är en fjärilsart som beskrevs av Nicolas Grigorevich Erschoff 1874. Gnophos iveni ingår i släktet Gnophos och familjen mätare. Inga underarter finns listade i Catalogue of Life.